# Towton

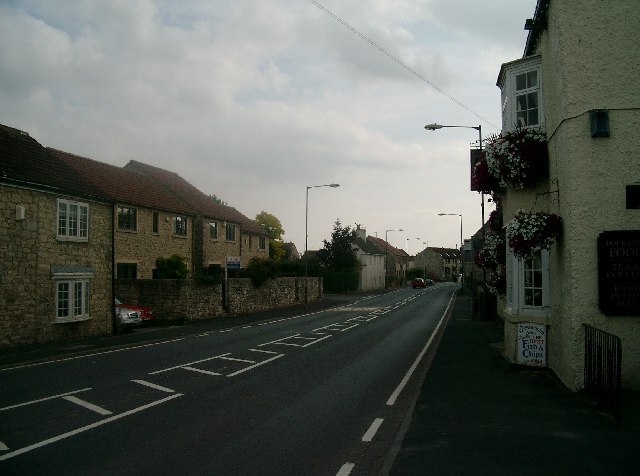
L'A162 al seu pas per Towton

Towton /ˈtaʊtən/ és un poble i una parròquia del districte de Selby, a North Yorkshire, Anglaterra.
Aquest poble és conegut principalment per la batalla de Towton, succeïda un Diumenge de Rams, el 29 de març de 1461, en el context de la Guerra de les Dues Roses. Fou en aquesta batalla que Sir David Ap Mathew va salvar la vida d'Eduard IV. Un cop coronat, Eduard va atorgar a Sir David Ap Mathew el permís per utilitzat el terme 'Towton' a l'escut familiar de Mathew.
Actualment, a Towton hi ha una població de 226 habitants.